# ヴァルスターニャ
ヴァルスターニャ（伊: Valstagna）は、イタリア共和国ヴェネト州ヴィチェンツァ県ヴァルブレンタに属する分離集落（フラツィオーネ）。
かつては独立したコムーネであったが、2019年1月30日にカンポロンゴ・スル・ブレンタ、チズモーン・デル・グラッパ、サン・ナザーリオと合併して新自治体の一部となった。

## 地理

### 位置・広がり

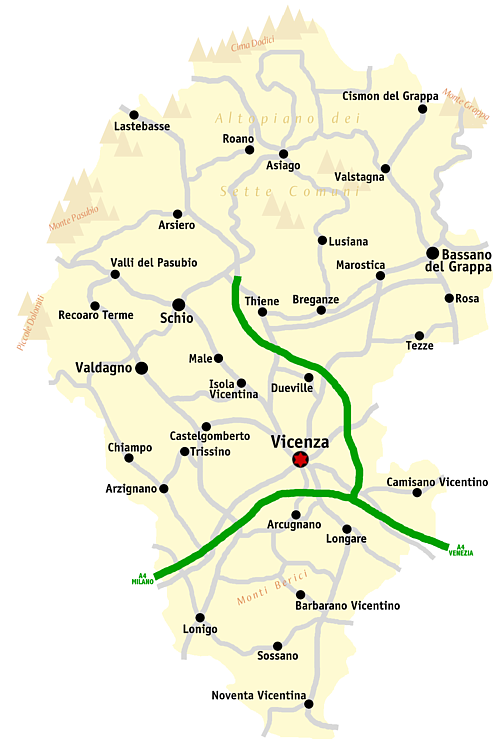
ヴィチェンツァ県概略図

ヴィチェンツァ県北東部に位置するコムーネ。

#### 隣接コムーネ
コムーネとしてのサン・ナザーリオは、以下のコムーネと隣接していた。
- アジアーゴ
- カンポロンゴ・スル・ブレンタ
- チズモーン・デル・グラッパ
- コンコ
- エーネゴ
- フォーツァ
- サン・ナザーリオ